# 지배계급
지배계급(支配階級, 영어: ruling class)은 사회를 지배와 복종의 관계에서 파악할 경우 지배하는 단체를 말한다. 지배계급은 권력·권위·명망이나 거대한 재산을 소유하고 있다. 사회의 중요한 생산수단을 소유하고 있는 계급이 필연적으로 정치적·사회적·경제적으로 다른 계급을 지배한다. 전근대의 지배층은 당시 문명의 한계로 비과학적이나 피지배층에 비해 실증적인 면이 강한 것으로 알려졌으며, 비실증적이 된 지배층은 상대적으로 더 실증적인 지배층의 침략에 의해 교체되기도 했다. 근현대 이후로는 많은 나라들에서 실증성과 함께 점점 과학적이 되었다.

## 귀족
원시적인 곳들이나 중국을 제외하고는 전근대 이전의 세계는 호전적인 귀족들의 지배를 받게 되었다. 귀족들은 군사력을 중시하였으며 폐쇄적인 혈통을 가졌다. 이는 중국 역시도 주나라 귀족들이나 유목민 귀족들이 지배할 때 비슷했던 것으로 알려졌다.  
귀족은 봉건적 성향을 본질로 가지고 있었으며, 이들은 직접 노동을 하는 것이 아닌, 밑의 농민이나 다른 수공업자들의 노동으로 생활이 영위되었다. '매너'라는 서양식 예법으로 다른 계층의 사람들과 자신을 차별화했고, 높은 지위와 부를 지닌만큼, 사회와 그 구성원들에게 더 큰 헌신과 희생을 할 것을 종종 요구받았다.   

## 자본가
전근대 이전에서는 마찬가지로 귀족들의 지배를 받았으나 미국에 국가를 세우고 스스로 특권을 부여하고 지배층이 되었다. 이들은 경제력을 중시하며 귀족보단 개방적인 혈통을 가졌으며, 자본주의 시대 이후로는 왕족과 봉건귀족을 몰아내고 명실상부한 현대사회의 지배층이 되었다. 
이들은 효율과 이윤을 추구하며, 귀족이 전원적이고 농촌적인 면이 있는 것과 달리, 도시적이고 산업적인 면모가 강하다. 

## 사대부
중국 대륙에서는 한족들이 큰 대가를 치르면서도 자꾸 귀족들을 학살해서 중국 귀족이라 할 수 있는 자들의 지배가 결국 끝나게 되었다. 그래서 귀족 대신 관료들이 지배층이 되었으나 유목민 귀족들에게 다시 지배당하기도 했다. 
이런 중국의 영향을 받은 일본, 한국, 베트남 같은 나라들은 귀족들의 견제를 받긴 하였으나 당시 사상에 따라 관료들의 지위가 상대적으로 높았다. 관료들은 혈통보단 시험 합격이 더 중요했다. 
송학(宋學)의 발흥 이후 동아시아에는 본격적인 '사대부의 시대'가 열렸다. 수, 당 때와 달리, 원, 명 대에는 과거시험이 더욱 체계화되고 제도화되었으며, 그 결과, 사대부들은 과거(科擧)와 벼슬을 사회적 위세로, 향촌의 토지를 경제적 기반으로 삼아 그들의 문화와 계층을 형성해나갔다. 이들은 주로 관료, 문인, 학자 등이었으며, 강한 보수성을 가졌고, 유교, 불교, 노장(老莊) 등 여러 학문과 한학(漢學)에 능통하거나 시와 그림에 대한 소양을 지녔던 상류층이었다. 
또한 이들은, 향촌사회에서 유가(儒家)의 이념에 맞춰, 민중을 도덕적으로 교화하고 '착함'으로 이끄는 역할과 의무가 있었고, 양반과 평민의 생활양식, 가치관, 문화는 다른 것이었다.   

## 같이 보기
- 사회주의
- 사회 계급
- 귀족정
- 자본가
- 계급의식
- 정치인
- 패권
- 귀족
- 재벌
- 권력
- 노멘클라투라